# Чемпионат мира по стендовой стрельбе 2011
Чемпионат мира по стендовой стрельбе 2011 года прошёл 4-13 сентября 2011 года в Белграде (Сербия) под эгидой Международной федерации спортивной стрельбы (ISSF). Соревнования проводились на стрельбище спортивного центра Ковилово, расположенного к северу от столицы Сербии. Чемпионат мира проводился одновременно среди взрослых и юниоров.
На чемпионате были разыграны лицензии на Олимпийские игры-2012 в Лондоне. Сборной России было необходимо завоевать одну недостающую олимпийскую лицензию в ските у мужчин.

## Расписание чемпионата
| Дата                     | Мужчины, юниоры           | Женщины, юниорки       |
| ------------------------ | ------------------------- | ---------------------- |
| Воскресенье, 4 сентября  | Официальные тренировки    | Официальные тренировки |
| Понедельник, 5 сентября  | Трап, первый день         |                        |
| Вторник, 6 сентября      | Трап, второй день (финал) |                        |
| Среда, 7 сентября        | Официальные тренировки    | Официальные тренировки |
| Четверг, 8 сентября      |                           | Трап, финал            |
| Пятница, 9 сентября      |                           | Скит, финал            |
| Суббота, 10 сентября     | Дубль-трап, финал         |                        |
| Воскресенье, 11 сентября | Официальные тренировки    | Официальные тренировки |
| Понедельник, 12 сентября | Скит, первый день         |                        |
| Вторник, 13 сентября     | Скит, второй день (финал) |                        |

## Общий медальный зачёт
| Место | Страна         | Золото | Серебро | Бронза | Всего |
| ----- | -------------- | ------ | ------- | ------ | ----- |
| 1     | Россия         | 6      | 3       | 3      | 12    |
| 2     | Китай          | 4      | 1       | 1      | 6     |
| 3     | США            | 4      | 0       | 4      | 8     |
| 4     | Италия         | 3      | 4       | 0      | 7     |
| 5     | Германия       | 1      | 1       | 1      | 3     |
| 6     | Кувейт         | 1      | 0       | 2      | 3     |
| 7     | Испания        | 1      | 0       | 0      | 1     |
| 8     | Чехия          | 0      | 3       | 2      | 5     |
| 9     | Франция        | 0      | 2       | 1      | 3     |
| 10    | Великобритания | 0      | 1       | 1      | 2     |
| 10    | Словакия       | 0      | 1       | 1      | 2     |
| 12    | Новая Зеландия | 0      | 1       | 0      | 1     |
| 12    | Турция         | 0      | 1       | 0      | 1     |
| 12    | Дания          | 0      | 1       | 0      | 1     |
| 12    | Норвегия       | 0      | 1       | 0      | 1     |
| 16    | Индия          | 0      | 0       | 2      | 2     |
| 17    | Австралия      | 0      | 0       | 1      | 1     |
| 17    | ОАЭ            | 0      | 0       | 1      | 1     |
| Всего | Всего          | 20     | 20      | 20     | 60    |

## Медалисты

### Мужчины
| Дисциплина                              | Золото                     | Очки      | Серебро                 | Очки       | Бронза                    | Очки     |
| Трап. Индивидуальные соревнования       | Массимо Фаббрици Италия    | 149 (ПРМ) | Давид Костелецкий Чехия | 146        | Стефан Кламанс Франция    | 145      |
| Трап. Командные соревнования            | Италия                     | 369 (РМ)  | Чехия                   | 362        | Великобритания            | 359      |
| Дубль-трап. Индивидуальные соревнования | Ли Цзюнь КНР               | 194 (+4)  | Андреас Лев Германия    | 194 (+3)   | Уолтон Эллер США          | 193 (+4) |
| Дубль-трап. Командные соревнования      | Китай                      | 432       | Россия                  | 432        | Кувейт                    | 431      |
| Скит. Индивидуальные соревнования       | Хуан Хосе Арамбуру Испания | 149 (+12) | Туре Бровольд Норвегия  | 149 (+ 11) | Абдулла аль-Рашиди Кувейт | 149 (+9) |
| Скит. Командные соревнования            | Россия                     | 367       | Дания                   | 366        | ОАЭ                       | 366      |

### Юниоры
| Дисциплина                              | Золото                   | Очки      | Серебро                     | Очки      | Бронза                   | Очки      |
| Трап. Индивидуальные соревнования       | Талаль аль-Рашиди Кувейт | 122       | Аллан Норвуд Новая Зеландия | 121       | Максим Смыков Россия     | 120 (+5)  |
| Трап. Командные соревнования            | Россия                   | 356       | Италия                      | 356       | Чехия                    | 349       |
| Дубль-трап. Индивидуальные соревнования | Уильям Кроуфорд США      | 147 (РМЮ) | Артём Некрасов Россия       | 144 (+4)  | Ашер Нориа Индия         | 144 (+3)  |
| Дубль-трап. Командные соревнования      | США                      | 428 (РМЮ) | Россия                      | 419       | Индия                    | 419       |
| Скит. Индивидуальные соревнования       | Анатолий Фёдоров Россия  | 121 (+20) | Таммаро Кассандро Италия    | 121 (+19) | Геррит Вюльперн Германия | 121 (+15) |
| Скит. Командные соревнования            | Италия                   | 360 (РМЮ) | Чехия                       | 356       | Россия                   | 355       |

### Женщины
| Дисциплина                        | Золото                    | Очки     | Серебро                     | Очки     | Бронза            | Очки    |
| Трап. Индивидуальные соревнования | Лю Инцзы КНР              | 95       | Зузана Штефечекова Словакия | 92       | Елена Ткач Россия | 90      |
| Трап. Командные соревнования      | Россия                    | 213 (РМ) | Франция                     | 213 (РМ) | Китай             | 211     |
| Скит. Индивидуальные соревнования | Кристина Венцель Германия | 98       | Вэй Нин КНР                 | 97 (+8)  | Ким Роуд США      | 97 (+7) |
| Скит. Командные соревнования      | Китай                     | 216 (РМ) | Италия                      | 211      | Словакия          | 208     |

### Юниорки
| Дисциплина                        | Золото                     | Очки | Серебро                | Очки    | Бронза                | Очки    |
| Трап. Индивидуальные соревнования | Джанесса Джо Бэман США     | 70   | Сафие Саритурк Турция  | 68 (+2) | Келли Куган Австралия | 68 (+1) |
| Трап. Командные соревнования      | США                        | 201  | Италия                 | 191     | Чехия                 | 184     |
| Скит. Индивидуальные соревнования | Наталья Виноградова Россия | 71   | Люси Анастасиу Франция | 68 (+2) | Морган Крафт США      | 68 (+1) |
| Скит. Командные соревнования      | Россия                     | 197  | Великобритания         | 193     | США                   | 193     |

- РМ —  рекорд мира
- ПРМ —  повторение рекорда мира
- РМЮ —  рекорд мира среди юниоров

## Россия на чемпионате мира по стендовой стрельбе 2011
В трапе у мужчин лучший результат в составе российской команды показал 36-летний олимпийский чемпион Алексей Алипов — 12-е место (121 мишень). После первого дня квалификации, когда спортсмены отстреляли по три серии, он был 38-м, допустив три промаха. Но во второй день ошибки были у всех лидеров за исключением итальянского спортсмена Массимо Фабрици. И у Алипова был реальный шанс выйти в финал, участвуя в перестрелке. Семь стрелков с результатом 122 мишени участвовали в перестрелке за выход в финал.
Победа юниорской сборной России на чемпионате мира по стендовой стрельбе в трапе в командном зачете в составе Максима Смыкова, Ильи Виноградова и Алексея Гуляева — первый серьёзный успех молодых стрелков за последние годы. Все спортсмены представляют Липецк.
Россиянка Елена Ткач заняла третье место в упражнении трап. После трех серий квалификации она с 73 очками вышла в финал с первого места, избежав перестрелки за попадание в решающую стадию. Финал складывался напряженно, все спортсменки нервничали и допускали промахи. В результате 41-летняя Ткач выиграла бронзовую медаль, набрав 90 очков (восемь промахов в финале). Чемпионкой мира стала китаянка Лю Инци с результатом 95 мишеней.
Женская сборная России в составе Елены Ткач, Татьяны Барсук и Ирины Ларичевой заняла первое место ЧМ в командном зачете и установила мировой рекорд — 213 пораженных мишеней.
Россиянка Наталья Виноградова впервые выиграла для России золото первенства мира по стендовой стрельбе в ските среди юниорок.
Россиянин Виталий Фокеев в упражнении «дубль-трап» проиграл перестрелку за третье место и стал четвёртым. Финал личных соревнований развивался очень напряжённо. Фокеев допустил три промаха, многие лидеры не мазали до последнего. В результате россиянину выпал шанс в перестрелке побороться за бронзовую медаль с двумя спортсменами, но Фокеев уступил её американцу Уолтону Эллеру. Мужская сборная России в упражнении «дубль-трап» набрала 432 очка наравне с командой Китая, но по предпоследней серии заняла второе место, китайцы — первое.
Мужской турнир в ските получился напряженным. После пяти серий в квалификации напрямую в финал вышли четыре спортсмена, а ещё на два места претендовали 10 человек, в том числе два россиянина — Валерий Шомин и Антон Астахов. Опытный Шомин выиграл перестрелку, совершив дополнительно 16 выстрелов, а безошибочная финальная серия вывел его на итоговое четвёртое место. Молодой Астахов в перестрелке ошибся уже вторым выстрелом, не попав в финал. Золото выиграл испанец Хуан Хосе Арамбуру.

### Состав сборной России
Мужчины
Трап: Алексей Алипов, Максим Косарев, Павел Гуркин.
Дубль-трап: Виталий Фокеев, Василий Мосин, Михаил Лейбо.
Скит: Валерий Шомин, Евгений Сербин, Антон Астахов.
Женщины
Трап: Елена Ткач, Татьяна Барсук, Ирина Ларичева.
Скит: Ольга Панарина, Марина Беликова, Надежда Коновалова.

### Итоги выступления сборной России
| 1 | Золото | 2 | Серебро | 3 | Бронза |

| Дисциплина                              | Место | Мужчины                                    | Очки     | Место | Женщины                                           | Очки     |
| Трап. Индивидуальные соревнования       | 12    | Алексей Алипов                             | 121      | 3     | Елена Ткач                                        | 90       |
| Трап. Индивидуальные соревнования       | 67    | Максим Косарев                             | 116      | 12    | Ирина Ларичева                                    | 70       |
| Трап. Индивидуальные соревнования       | 111   | Павел Гуркин                               | 110      | 16    | Татьяна Барсук                                    | 70       |
| Трап. Командные соревнования            | 18    | Алексей Алипов Максим Косарев Павел Гуркин | 347      | 1     | Елена Ткач Ирина Ларичева Татьяна Барсук          | 213 (РМ) |
| Дубль-трап. Индивидуальные соревнования | 4     | Виталий Фокеев                             | 193 (+3) |       |                                                   |          |
| Дубль-трап. Индивидуальные соревнования | 10    | Василий Мосин                              | 144      |       |                                                   |          |
| Дубль-трап. Индивидуальные соревнования | 23    | Михаил Лейбо                               | 142      |       |                                                   |          |
| Дубль-трап. Командные соревнования      | 2     | Виталий Фокеев Василий Мосин Михаил Лейбо  | 432      |       |                                                   |          |
| Скит. Индивидуальные соревнования       | 4     | Валерий Шомин                              | 148      | 16    | Марина Беликова                                   | 70       |
| Скит. Индивидуальные соревнования       | 14    | Антон Астахов                              | 123      | 18    | Ольга Панарина                                    | 70       |
| Скит. Индивидуальные соревнования       | 36    | Евгений Сербин                             | 121      | 36    | Надежда Коновалова                                | 67       |
| Скит. Командные соревнования            | 1     | Валерий Шомин Антон Астахов Евгений Сербин | 367      | 5     | Марина Беликова Ольга Панарина Надежда Коновалова | 207      |

| Дисциплина                              | Место | Юниоры                                                | Очки      | Место | Юниорки                                                 | Очки |
| Трап. Индивидуальные соревнования       | 3     | Максим Смыков                                         | 120 (+5)  | 15    | Юлия Туголукова                                         | 62   |
| Трап. Индивидуальные соревнования       | 10    | Алексей Гуляев                                        | 118       | 25    | Екатерина Рабая                                         | 54   |
| Трап. Индивидуальные соревнования       | 11    | Илья Виноградов                                       | 118       | 27    | Анастасия Мещерякова                                    | 45   |
| Трап. Командные соревнования            | 1     | Максим Смыков Алексей Гуляев Илья Виноградов          | 356       | 5     | Юлия Туголукова Екатерина Рабая Анастасия Мещерякова    | 161  |
| Дубль-трап. Индивидуальные соревнования | 2     | Артём Некрасов                                        | 144 (+4)  |       |                                                         |      |
| Дубль-трап. Индивидуальные соревнования | 8     | Кирилл Фокеев                                         | 139       |       |                                                         |      |
| Дубль-трап. Индивидуальные соревнования | 13    | Максим Лазарев                                        | 137       |       |                                                         |      |
| Дубль-трап. Командные соревнования      | 2     | Артём Некрасов Кирилл Фокеев Максим Лазарев           | 420       |       |                                                         |      |
| Скит. Индивидуальные соревнования       | 1     | Анатолий Фёдоров                                      | 121 (+20) | 1     | Наталья Виноградова                                     | 71   |
| Скит. Индивидуальные соревнования       | 5     | Александр Землин                                      | 120 (+10) | 5     | Мария Мелещенко                                         | 66   |
| Скит. Индивидуальные соревнования       | 34    | Александр Мироничев                                   | 114       | 16    | Екатерина Бегоулова                                     | 60   |
| Скит. Командные соревнования            | 3     | Анатолий Фёдоров Александр Землин Александр Мироничев | 355       | 1     | Наталья Виноградова Мария Мелещенко Екатерина Бегоулова | 197  |